# Ognjen Filipović
Ognjen Filipović, född den 17 oktober 1973 i Sremska Mitrovica, Serbien, är en serbisk kanotist.
Han tog bland annat VM-guld i K-2 200 meter i samband med sprintvärldsmästerskapen i kanotsport 2005 i Zagreb.